# Les Granges Brûlées
Les Granges Brûlées is een Frans-Italiaanse dramafilm uit 1973, geregisseerd door Jean Chapot. De hoofdrollen worden vertolkt door Alain Delon en Simone Signoret.

## Verhaal
Het lichaam van een vermoorde vrouw wordt gevonden in de besneeuwde Franse bergen. De enige boerderij in de buurt wordt geregeerd door de energieke Rose als door een patriarch. Rechter-commissaris Larcher zelf komt hier om het haperende onderzoek te helpen. Er breekt een bittere strijd om de waarheid uit tussen hem en Rose, die haar familie met alle middelen wil beschermen.

## Rolverdeling
| Acteur              | Personage                          |
| ------------------- | ---------------------------------- |
| Alain Delon         | Rechter-commissaris Pierre Larcher |
| Simone Signoret     | Rose Cateux                        |
| Paul Crauchet       | Pierre Cateux                      |
| Bernard Le Coq      | Paul Cateux                        |
| Christian Barbier   | De gendarmerie-officier            |
| Pierre Rousseau     | Louis Cateux                       |
| Miou-Miou           | Monique Cateux                     |
| Jean Bouise         | De journalist                      |
| Catherine Allégret  | Françoise Cateux                   |
| Fernand Ledoux      | De deken van rechters              |
| Renato Salvatori    | De hotelier                        |
| Armand Abplanalp    | De politieagent                    |
| Béatrice Costantini | Lucile Cateux                      |

## Muziek
De filmmuziek is gecomponeerd door Jean-Michel Jarre. De officiële soundtrack van de film, met de muziek van Jarre werd gelijktijdig met de film uitgebracht op vinyl. In 2003 verscheen de soundtrack als heruitgave op cd.